# Retraitehuis Schinnen
Het Retraitehuis Schinnen is een voormalig retraitehuis dat zich bevindt aan Moorheide 1 te Sweikhuizen, gemeente Beekdaelen, in het Stammenderbos tussen Sweikhuizen en Spaubeek,

## Geschiedenis
Dit retraitehuis, met de naam Sint-Ignatius, werd gesticht door de Jezuïeten. Het gebouw werd in 1923 gesticht, naar ontwerp van Eduard Cuypers, maar in 1942 werd het verwoest bij een vergissingsbombardement.
Een nieuw gebouw werd neergezet in 1946, naar ontwerp van Anton Swinkels. Het bisdom Roermond wilde na de Tweede Wereldoorlog de verzuiling zo snel mogelijk weer herstellen, reden waarom de bouw van dit complex een hoge prioriteit kreeg. Tot in 1968 werden er retraites gehouden. De paters verlieten het complex in 1969, waarna het een andere bestemming kreeg. Het is een tijdlang een klein asielzoekerscentrum geweest, dat in 2011 werd gesloten om in 2013 weer heropend te worden. Ook het Natuurcentrum Moorheide van de IVN-afdeling Spau-Beek is in het gebouw gevestigd.
Het gebouw is een aanzienlijk complex, waarbij een traditionalistische topgevel en een torentje in het oog springen.

## Doel
De retraites waren bedoeld voor katholieke leerlingen van de Ondergrondse Vakschool (OVS) en de Technische Vakschool (TVS), beide opleidingsinstituten voor aanstaande mijnwerkers dan wel mijnbouwkundige technici. Deze konden gratis groepsgewijs deelnemen aan de aangeboden bezinningsweekenden. Het spreekt vanzelf dat aan deze activiteit een einde kwam kort nadat - in 1965 - de mijnsluitingen waren aangekondigd.
Het retraitehuis is geklasseerd als rijksmonument met uitzondering van de uitbreidingen van na 1946.